# محادثات أستانة للسلام في سوريا

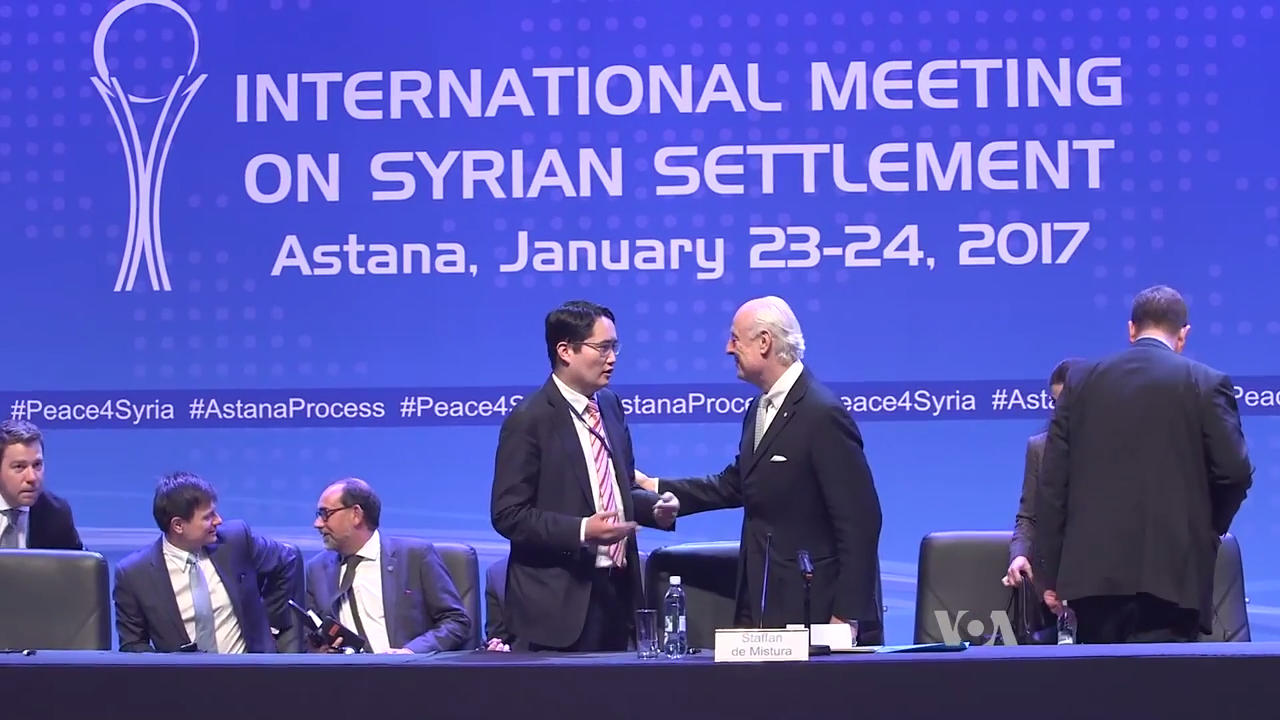
محادثات أستانة للسلام في سوريا في 23 و24 يناير 2017.

محادثات أستانة للسلام في سوريا، هي محادثات جرت بين ممثلي الدولة السورية وعدد من قادة فصائل المعارضة السورية برعاية روسية وتركيا وذلك في العاصمة الكازاخستانية «أستانة» في 23 و24 يناير 2017.

## الأطراف المشاركة

### رعاة الحوار
ممثلي دول روسيا وتركيا وإيران والولايات المتحدة والمبعوث الأممي إلى سوريا ستيفان دي ميستورا.

### وفد الحكومة السورية
- مندوب سورية الدائم في الأمم المتحدة بشار الجعفري (رئيس الوفد)
- مستشار وزير الخارجية أحمد عرنوس
- عضو مجلس الشعب أحمد كزبري
- أمجد عيسى
- حيدر أحمد
- اللواء الدكتور محمد سليم حربا
- اللواء عدنان حلوة
- العقيد سامر بريدي
- السفير رياض حداد
- الدبلوماسي أسامة علي[3]

### وفد المعارضة السورية
- يامن تلجو ومحمد علوش (رئيس الوفد) عن «جيش الإسلام»
- منذر سراس ونزيه الحكيم عن «فيلق الشام»
- العقيد أحمد عثمان عن «فرقة السلطان مراد»
- النقيب أبو جمال عن «لواء شهداء الإسلام/داريا»
- أبو قتيبة عن «تجمع فاستقم»
- أبو ياسين عن «الجبهة الشامية»
- الرائد ياسر عبد الرحيم عن «غرفة عمليات حلب»
- إضافة إلى أسامة أبو زيد ونصر حريري «بصفة تقنيين».[4]

## البيان الختامي
“إن وفود الجمهورية الإسلامية الإيرانية والاتحاد الروسي وتركيا وبما يتوافق مع البيان المشترك لوزراء الخارجية المعلن في موسكو في 20/12/2016 ومع قرار مجلس الأمن 2336 فإنهم يدعمون إطلاق محادثات بين حكومة الجمهورية العربية السورية ومجموعات المعارضة المسلحة في أستانا في الفترة بين 23 و 24 من كانون الثاني لعام 2017.
وتعبّر الوفود عن تقديرها للمشاركة والتسهيلات المقدمة من مبعوث الأمين العام للأمم المتحدة الخاص إلى سورية في المحادثات المذكورة وتؤكد على التزامها بسيادة واستقلال ووحدة أراضي الجمهورية العربية السورية وبكونها دولة متعددة الأعراق والأديان وغير طائفية وديمقراطية كما تمّ التأكيد سابقاً من قبل مجلس الأمن.
وتعرب الوفود عن قناعتها بأنه لا حلّ عسكرياً للأزمة في سورية وأن الحلّ الوحيد سيكون من خلال عملية سياسية مبنية على تطبيق قرار مجلس الأمن 2254 بالكامل.
وستحاول الجهات المذكورة أعلاه من خلال خطوات ملموسة وباستخدام نفوذها على الأطراف تثبيت وتقوية نظام وقف إطلاق النار الذي أنشئ بناء على الترتيبات المتفق والموقع عليها في 29 كانون الأول 2016 وبدعم من قرار مجلس الأمن 2336 لعام 2016 بما ستساهم في تقليص العنف والحدّ من الانتهاكات وبناء الثقة وتأمين وصول سريع وسلس ودون معوقات للمساعدات الإنسانية تماشياً مع قرار مجلس الأمن 2165 لعام 2014 وتأمين الحماية وحرية التنقل للمدنيين في سورية.
كما قررت إنشاء آلية ثلاثية لمراقبة وضمان الالتزام الكامل بوقف إطلاق النار ومنع وقوع أي استفزازات ووضع الآليات الناظمة لوقف إطلاق النار.
وتعيد الوفود المشاركة التأكيد على إصرارها على القتال مجتمعين ضد تنظيمي “داعش” و “النصرة” الإرهابيين وعلى فصلهم عن التنظيمات المسلّحة المعارضة.
وأعربت عن قناعتها بالحاجة الملّحة لزيادة الجهود لإطلاق عملية المحادثات بما يتوافق مع قرار مجلس الأمن 2254، وتؤكد أن الاجتماع الدولي في أستانا هو منصة فعّالة لحوار مباشر بين الحكومة والمعارضة وفق متطلبات القرار نفسه.
وتعبر الوفود عن دعمها للرغبة التي تبديها المجموعات المسلّحة المعارضة للمشاركة في الجولة التالية من المحادثات التي ستعقد بين الحكومة والمعارضة برعاية الأمم المتحدة في جنيف في 8 شباط 2017 وتحثّ المجتمع الدولي ليقوم بدعم العملية السياسية من منطلق التطبيق السريع لكل الخطوات المتفق عليها في قرار مجلس الأمن 2254 وتقرر التعاون بفعالية بناء على ما تحقق في اجتماع أستانا حول المواضيع المحددة في العملية السياسية التي تتم بتسهيل من الأمم المتحدة بقيادة سورية وعائدية سورية بما يسهم في الجهود العالمية لتطبيق قرار مجلس الأمن 2254.
وأعربت الوفود عن الامتنان للرئيس الكازاخي نور سلطان نزارباييف وللجانب الكازاخي بالمجمل على استضافته للاجتماع الدولي حول سورية في أستانا.

## التداعيات
تسبب المؤتمر بانقسام حاد في صفوف المعارضة السورية المسلحة العاملة في الشمال السوري تحديداً، حيث رفضت جبهة فتح الشام وعدد من الفصائل المتحالفة معها نتائج المؤتمر، وحدث شرخ في صفوف حركة أحرار الشام الإسلامية نتج عنه انشقاق عدد من الشخصيات القيادية عنها والتي كانت على رأس عملها والسابقة منها، إضافة إلى عدد من الفصائل المنضوية تحت رايتها أو المتحالفة معها، وبالتالي زوال التحالف المسمى جيش الفتح، وظهور تشكيل جديد ضم المعارضين للحل السياسي في سوريا ولاستهداف جبهة النصرة تحت مسمى هيئة تحرير الشام.